# Luiz Alberto Bettencourt
Luiz Alberto Bettencourt (Rio de Janeiro, 6 de março de 1949 - Rio de Janeiro, 2 de fevereiro de 2019) foi um jornalista brasileiro e fundador do jornal O Repórter, referência da imprensa alternativa durante a ditadura militar brasileira na década de 1970. 

## Histórico familiar e profissional
Luiz Alberto Bettencourt nasceu no dia 6 de março de 1949, no Rio de Janeiro, filho de imigrantes portugueses. Cursou Direito na então Universidade do Estado da Guanabara e Sociologia na PUC-Rio. Formou-se em Ciências Sociais pela UFRJ, em 1972. Começou sua carreira na imprensa em 1970, como redator do Relatório Reservado. Em 1972 entrou para O Globo, onde participou do suplemento anual Panorama Econômico e passou a fazer, em 1976, a coluna de mesmo nome em parceria com George Vidor.
Foi editor nacional do O Globo, coordenando e editando o noticiário político e nacional geral, dirigindo a cobertura da posse dos governadores eleitos e da campanha pela aprovação da Emenda das Diretas Já. Deixou O Globo em 1977, já como editor-assistente, para reassumir a empresa que havia criado, a Pensar Comunicações. Criou no final dos anos 1970 o jornal O Repórter, referência da imprensa alternativa durante a ditadura militar e reconstruiu o Relatório Reservado, a mais tradicional newsletter econômica brasileira.
Retornou ao jornal O Globo em 1983 como Editor Nacional. Desde os anos de 1990, atuou na área pública e de comunicação empresarial.
Em 1986, mudaria de rumo: foi convidado pelo Governador eleito do Rio de Janeiro, Wellington Moreira Franco, assumiu inicialmente, toda a assessoria de imprensa da Administração Estadual e, logo depois, a coordenação de toda a comunicação do Governo.
Ainda na área política e institucional, comandou a comunicação na gestão do Prefeito Luiz Paulo Conde e, entre diversos cases na iniciativa privada, esteve à frente do processo que tornou conhecidos nacionalmente o Inmetro, o Programa Nacional de Desestatização e o Sebrae.
Era um entusiástico torcedor do Vasco da Gama, que acompanhava desde 1956, e dos fins de semana em Petrópolis.
Morreu no dia 2 de Fevereiro de 2019 aos 69 anos em decorrência de uma Parada cardíaca. 